# Młodzieżowe Mistrzostwa Ameryki Południowej w Lekkoatletyce 2012
5. Młodzieżowe Mistrzostwa Ameryki Południowej w Lekkoatletyce – zawody lekkoatletyczne, które odbyły się w brazylijskim São Paulo od 22 do 23 września 2012.
Do mistrzostw zgłoszono 234 zawodników z 13 krajów. Z członków Południowoamerykańskiej Konfederacji Lekkoatletycznej w imprezie nie startowała reprezentacja Surinamu, gościnnie wystąpili zawodnicy z Kostaryki.

## Rezultaty

### Mężczyźni
| Konkurencja:                  | 1. miejsce                                                                                             | Rezultat   | 2. miejsce                                                                          | Rezultat   | 3. miejsce                                                                 | Rezultat   |
| Bieg na 100 m                 | Aldemir da Silva Junior                                                                                | 10,42      | Isidro Montoya                                                                      | 10,45      | Chavez Ageday                                                              | 10,65      |
| Bieg na 200 m                 | Aldemir da Silva Junior                                                                                | 20,51      | Bernardo Boloyes                                                                    | 20,87      | Arturo Ramirez                                                             | 21,00      |
| Bieg na 400 m                 | Pedro Luis de Oliveira                                                                                 | 45,52      | Arturo Ramírez                                                                      | 46,20      | Stephan James                                                              | 46,52      |
| Bieg na 800 m                 | Tomás Squella                                                                                          | 1:48,06    | Franco David Díaz                                                                   | 1:48,34    | Lucirio Garrido                                                            | 1:48,60    |
| Bieg na 1500 m                | Federico Bruno                                                                                         | 3:47,13    | Iván López                                                                          | 3:48,07    | Carlos Díaz                                                                | 3:50,01    |
| Bieg na 5000 m                | Vítor Aravena                                                                                          | 14:16,25   | Federico Bruno                                                                      | 14:24,21   | Daniel Toroya                                                              | 14:29,30   |
| Bieg na 10 000 m              | Vítor Aravena                                                                                          | 30:31,93   | José Luis Rojas                                                                     | 30:32,82   | Wily Canchanya                                                             | 30:33,11   |
| Bieg na 3000 m z przeszkodami | Alexis Peña                                                                                            | 8:53,42    | Jean Carlos Machado                                                                 | 8:54.53    | Joaquín Arbe                                                               | 8:55,90    |
| Bieg na 110 m przez płotki    | João Vitor de Oliveira                                                                                 | 14,14      | Robson Braga                                                                        | 14,28      | Jefferson Valencia                                                         | 14,57      |
| Bieg na 400 m przez płotki    | Hederson Estefani                                                                                      | 51,02      | Emerson Chalá                                                                       | 51,11      | Vinicius Guimaraes                                                         | 51,69      |
| Sztafeta 4 × 100 m            | Brazylia · Jackson César da Silva · Jorge Henrique Vides · Aldemir da Silva Junior · Eric de Jesús     | 40,10      | Kolumbia · Jefferson Valencia · Bernardo Boloyes · Roberto Murillo · Isidro Montoya | 40,14      | Argentyna · Matias Robledo · Fabio Martinez · Lucas Semino · Rubén Benítez | 40,82      |
| Sztafeta 4 × 400 m            | Brazylia · Anderson Machado dos Santos · Willian Carvalho · Jonathan da Silva · Pedro Luis de Oliveira | 3:07,44    | Wenezuela · Noel Campos · Lucirio Garrido · Cleiderman Medina · Arturo Ramírez      | 3:08,56    | Peru · Jordy Portilla · Andy Martínez · Edmundo Díaz · Paulo Herrera       | 3:14,18    |
| Chód na 20 000 m              | Caio Bonfim                                                                                            | 1:23:22,83 | Jose Leonardo Montaña                                                               | 1:23:41,57 | Richard Vargas                                                             | 1:29:46,67 |
| Skok wzwyż                    | Talles Frederico Silva                                                                                 | 2,21       | Carlos Layoy                                                                        | 2,19       | Rafael dos Santos                                                          | 2,16       |
| Skok o tyczce                 | Matheus da Silva                                                                                       | 5,05       | Rubén Benítez                                                                       | 5,00       | Daniel Zupeuc                                                              | 4,80       |
| Skok w dal                    | Rebert Firmiano                                                                                        | 7,96w      | Higor Silva Alves                                                                   | 7,72w      | Emiliano Lasa                                                              | 7,63w      |
| Trójskok                      | Jonathan Henrique Silva                                                                                | 16,19w     | Jean Rosa                                                                           | 15,68w     | Edwin Murillo                                                              | 15,37      |
| Pchnięcie kulą                | Darlan Romani                                                                                          | 19,93      | Willian Braido                                                                      | 18,85      | Jose Joaquin Ballivian                                                     | 17,28      |
| Rzut dyskiem                  | Mauricio Ortega                                                                                        | 53,94      | Felipe Lorenzon                                                                     | 51,71      | Thiago Adriano Negreiros                                                   | 51,48      |
| Rzut młotem                   | Allan Wolski                                                                                           | 63,20      | Hevertt Alvarez                                                                     | 61,18      | Pedro da Costa                                                             | 60,84      |
| Rzut oszczepem                | Braian Toledo                                                                                          | 78,49      | Tomás Guerra                                                                        | 71,30      | Paulo Enrique Alves                                                        | 71,23      |
| Dziesięciobój                 | Guillermo Ruggeri                                                                                      | 7203 pkt.  | Ricardo Herrada                                                                     | 6930 pkt.  | Oscar Campos                                                               | 6878 pkt.  |

### Kobiety
| Konkurencja:                  | 1. miejsce                                                                                   | Rezultat   | 2. miejsce                                                                       | Rezultat   | 3. miejsce                                                                               | Rezultat   |
| Bieg na 100 m                 | Vanusa dos Santos                                                                            | 11,72      | Merlin Palacios                                                                  | 11,85      | Victoria Woodward                                                                        | 11,88      |
| Bieg na 200 m                 | Nercely Soto                                                                                 | 23,40      | Isidora Jiménez                                                                  | 23,63      | Vanusa dos Santos                                                                        | 23,79      |
| Bieg na 400 m                 | Yennifer Padilla                                                                             | 53,12      | Nercely Soto                                                                     | 53,45      | Jessica dos Santos                                                                       | 54,22      |
| Bieg na 800 m                 | Jessica dos Santos                                                                           | 2:07,42    | Evangelina Thomas                                                                | 2:08,15    | Andrea Calderon                                                                          | 2:08,51    |
| Bieg na 1500 m                | Erika Lima                                                                                   | 4:26,29    | Thayra Francis dos Santos                                                        | 4:30,09    | Evangelina Thomas                                                                        | 4:35,54    |
| Bieg na 5000 m                | Yoni Ninahuamán                                                                              | 16:50,21   | Adriana Cristina da Luz                                                          | 16:50,43   | Florencia Borelli                                                                        | 17:00,04   |
| Bieg na 10 000 m              | Florencia Borelli                                                                            | 35:29,08   | Adriana Cristina da Luz                                                          | 35:37,32   | Valdilene Silva                                                                          | 35:54,22   |
| Bieg na 3000 m z przeszkodami | Zulema Arenas                                                                                | 10:14,52   | Yoni Ninahuamán                                                                  | 10:27,75   | Tatiane Raquel da Silva                                                                  | 10:45,08   |
| Bieg na 110 m przez płotki    | Nelsibeth Villalobos                                                                         | 14,48      | Genesi Romero                                                                    | 14,58      | Gabriela Lima                                                                            | 14,65      |
| Bieg na 400 m przez płotki    | Déborah Rodríguez                                                                            | 57,63      | Magdalena Mendoza                                                                | 58,09      | Débora dos Santos                                                                        | 59,14      |
| Sztafeta 4 × 100 m            | Chile · Viviana Olivares · Isidora Jiménez · Javiera Errazuriz · Paula Goni                  | 45,61      | Kolumbia · Janeth Largacha · Yennifer Padilla · Merlin Palacios · Carmen Vergara | 45,66      | Brazylia · Thais Vides · Vanusa dos Santos · Andressa Fidelis · Lorena Lourenço          | 45,88      |
| Sztafeta 4 × 400 m            | Brazylia · Bárbara de Oliveira · Dandadeua da Silva · Débora dos Santos · Jéssica dos Santos | 3:41,16    | Chile · Javiera Errazuriz · Yaritza Travisani · Paula Goni · Isidora Jiménez     | 3:42,25    | Argentyna · María Ayelen Diogo · Mariana Borelli · Victoria Woodward · Evangelina Thomas | 3:58,86    |
| Chód na 20 000 m              | Yeseida Carrillo                                                                             | 1:38:29,51 | Wendy Cornejo                                                                    | 1:40:14,28 | Anlly Paola Pineda                                                                       | 1:41:04,69 |
| Skok wzwyż                    | Kashani Ríos                                                                                 | 1,76       | Nulfa Palacios                                                                   | 1,73       | Yolimar Rojas                                                                            | 1,73       |
| Skok o tyczce                 | Sara Pereira                                                                                 | 3,90       | Maira Silva                                                                      | 3,80       | Victoria Fernández                                                                       | 3,75       |
| Skok w dal                    | Jéssica Carolina dos Reis                                                                    | 6,18       | Nelsibeth Villalobos                                                             | 6,09       | Josefina Loyza                                                                           | 6,03       |
| Trójskok                      | Giselly Andrea Landazuri                                                                     | 13,31      | Yudelis González                                                                 | 13,13w     | Silvana Segura                                                                           | 13,13      |
| Pchnięcie kulą                | Geísa Arcanjo                                                                                | 18,43      | Alessandra Gamboa                                                                | 15,57      | Renata Severiano                                                                         | 14,94      |
| Rzut dyskiem                  | Andressa de Morais                                                                           | 57,66      | Lidia Milena Cansian                                                             | 51,09      | Maia Varela                                                                              | 47,31      |
| Rzut młotem                   | Zuleima Mina                                                                                 | 62,59      | Mariana Grasielly Marcelino                                                      | 61,66      | Valeria Chiliquinga                                                                      | 58,63      |
| Rzut oszczepem                | Jucilene de Lima                                                                             | 56,00      | Maria da Silva                                                                   | 49,07      | María Mello                                                                              | 48,90      |
| Siedmiobój                    | Vanessa Spínola                                                                              | 5899 pkt.  | Tamara de Souza                                                                  | 4870 pkt.  | Mariza Karabia                                                                           | 4581 pkt.  |

## Klasyfikacja medalowa
| Miejsce | Reprezentacja | Złoto | Srebro | Brąz | Razem |
| 1.      | Brazylia      | 24    | 14     | 13   | 51    |
| 2.      | Kolumbia      | 4     | 7      | 3    | 14    |
| 3.      | Argentyna     | 4     | 5      | 8    | 17    |
| 4.      | Chile         | 4     | 5      | 4    | 13    |
| 5.      | Wenezuela     | 3     | 8      | 5    | 16    |
| 6.      | Peru          | 2     | 3      | 3    | 8     |
| 7.      | Ekwador       | 1     | 0      | 2    | 3     |
| 8.      | Urugwaj       | 1     | 0      | 2    | 3     |
| 9.      | Panama        | 1     | 0      | 0    | 1     |
| 10.     | Boliwia       | 0     | 1      | 1    | 2     |
| 11.     | Gujana        | 0     | 0      | 2    | 2     |
| 12.     | Paragwaj      | 0     | 1      | 1    | 2     |